# Ambasada Wenezueli w Polsce

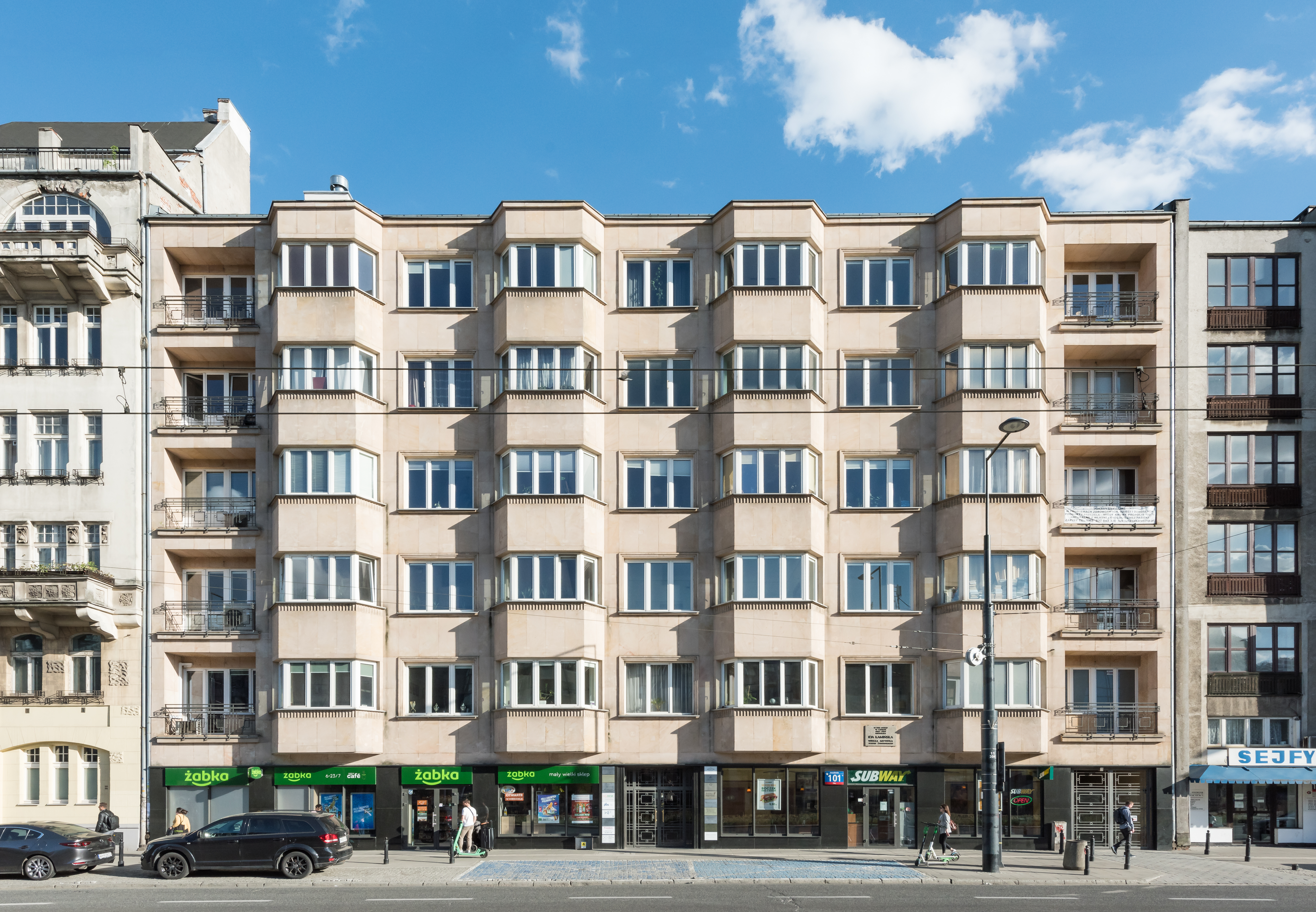
Kamienica Gustawa Pala w Al. Jerozolimskich 101, w którym w latach 1971−1991 mieściła się Ambasada Wenezueli

Ambasada Wenezueli, Ambasada Boliwariańskiej Republiki Wenezueli w Rzeczypospolitej Polskiej (hiszp. Embajada de la República Bolivariana de Venezuela en la República de Polonia) – wenezuelska placówka dyplomatyczna mieszcząca się w Warszawie przy ul. Rejtana 15.

## Siedziba

### W okresie międzywojennym
Polska i Wenezuela nawiązały stosunki dyplomatyczne w 1933. Poselstwo w Berlinie przy In den Zelten 18, następnie w Brukseli przy rue Bellirad 8 (1937) było też akredytowane w Warszawie, gdzie funkcjonował jedynie konsulat Wenezueli w kamienicy księżnej Zofii Światopełk - Czetwertyńskiej przy ul. Mazowieckiej 11 (1938). Poselstwo w Warszawie przy ul. Czackiego 19 otwarto dopiero w 1939.
W okresie 1922–1939 funkcjonował też konsulat Wenezueli w Wolnym Mieście Gdańsku, początkowo przy Breitgasse 21 (obecnie ul. Szeroka) (1922-1927), następnie Stadtgraben 6 (obecnie Podwale Grodzkie) (1935-1938), oraz Münchengasse 5-6 (ul. Żytnia) (1939).

### Po II wojnie światowej
Stosunki zostały wznowione w 1945. W latach 1952–1960 ponownie je zawieszono. W latach 1962-1993 ambasada mieściła się w kamienicy Gustawa Pala w Al. Jerozolimskich 101, następnie przeniesiono ją do obecnej siedziby przy ul. Rejtana 15 (2001-).
Rezydencja Ambasadora znajduje się na Saskiej Kępie przy ul. Berneńskiej 8 (1991-2012).